# Мухаммед ибн Саад Аль Сауд
Мухаммед ибн Саад Аль Сауд (араб. محمد بن سعد آل سعود‎; род. 1944, Эр-Рияд) — саудовский принц из династии Аль Сауд.

## Биография

### Ранняя биография и образование
Мухаммед ибн Саад Аль Сауд родился в 1944 году, он один из сыновей принца Саада. Получил образование в Школе принцев.
В 1962 году Мухаммед ибн Саад учился в колледже Королевских военно-воздушных сил Великобритании в Крануэлле, где получил степень бакалавра военных наук и авиации. Учился на курсах усовершенствования лётчиков-истребителей всех видов.

### Военная карьера
Вернувшись на родину поступил на службу в Королевские ВВС Саудовской Аравии. В 1969 году участвовал в  войне аль-Вадия, в одном из боёв его самолёт был сбит, но он успел катапультироваться и был спасён соотечественниками.
Оставил военную службу в 1975 году из-за травмы ноги, полученной при падении самолёта во время испытаний.

### Политическая карьера
С 1984 по 1992 год Мухаммед ибн Саад был заместителем губернатора провинции Эль-Касим, внёс вклад в улучшение инфраструктуры региона.
С 2009 по 2011 год Мухаммед ибн Саад был советником принца Наифа.
С 2011 по 2013 год был заместителем губернатора провинции Эр-Рияда.
Член Совета Верности, в марте 2020 года был в числе арестованных принцев.